# Famille d'Auzac
La famille d'Auzac, anciennement Auzac, est une famille subsistante de la noblesse française, originaire de  l'Agenais aux confins du Quercy, confirmée noble en tant que besoin le 14 décembre 1734 puis maintenue noble le 22 août 1777.
Elle s'est divisée en deux branches celle d'Auzac de Campagnac, récemment éteinte et celle d'Auzac de Lamartinie qui subsiste.

## Histoire
Cette famille a pour premier auteur connu Michaud Auzac, marié à Jeanne de La Crompe, habitant Beauville en Agenais, qui teste le 21 mai 1555 et prend dans cet acte la qualification d'écuyer,. Il est le père d'Isaac Auzac, écuyer, marié le 24 novembre 1613 à Esther Larroque dont il eut deux fils : 
- noble homme Jean d'Auzac, écuyer, sieur de la Martinie, marié en 1642 à Foy de Carbonier et auteur de la branche de La Martinie, subsistante ;
- maître Guillaume d'Auzac, écuyer, sieur de Campagnac, marié à Jeanne d'Audebard, auteur de la branche de Campagnac éteinte.

Gustave Chaix d'Est-Ange écrit : « Bien que ces divers personnages soient mentionnés dans un certain nombre d'actes avec la qualification d'écuyers, leur situation nobiliaire paraît avoir été assez douteuse et la famille d'Auzac ne figure pas au nombre de celles de sa région qui furent maintenues dans leur noblesse lors des diverses recherches ordonnées par Louis XIV ».
La famille d'Auzac obtient une confirmation de  noblesse en tant que besoin le 14 décembre 1734, ayant été inquiétée dans sa noblesse elle obtient de la Cour des aides de Bordeaux un jugement de maintenue en la noblesse le 22 août 1777.
La branche d'Auzac de Campagnac sollicite du roi en 1731 des lettres de confirmation de noblesse et obtient le 14 décembre 1734 de d'Hozier un certificat attestant qu'elle était en droit de jouir de tous les privilèges de la noblesse.
La famille d'Auzac n'est pas titrée.

## Évolution du nom de famille
La lecture des actes d'état civil montre que le nom de famille a été Auzac, puis d'Auzac jusqu'à Jean Alexis Lodoïs (né en 1827), puis d'Auzac de Lamartinie à partir de son fils Bertrand (né en 1865).

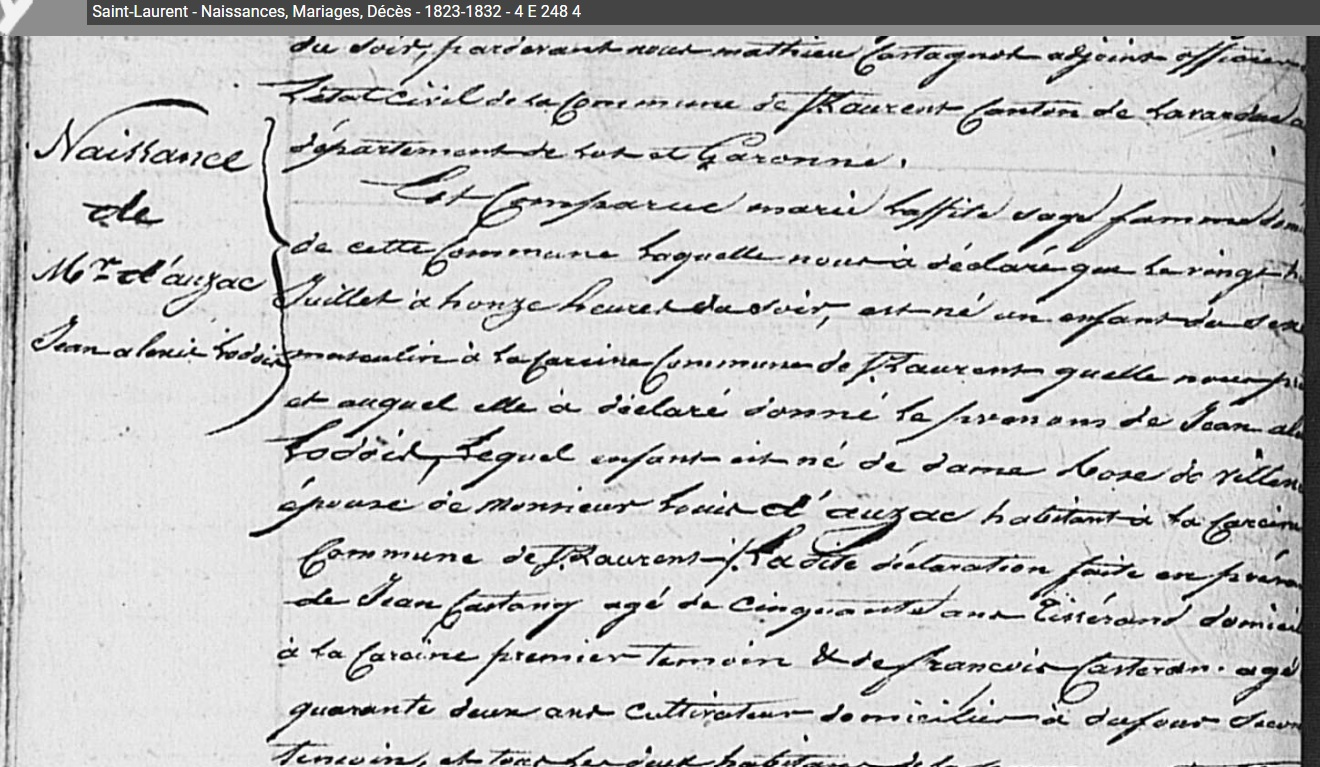
1827.07.28 - Acte de naissance de Jean Alain Lodoïs d'Auzac.
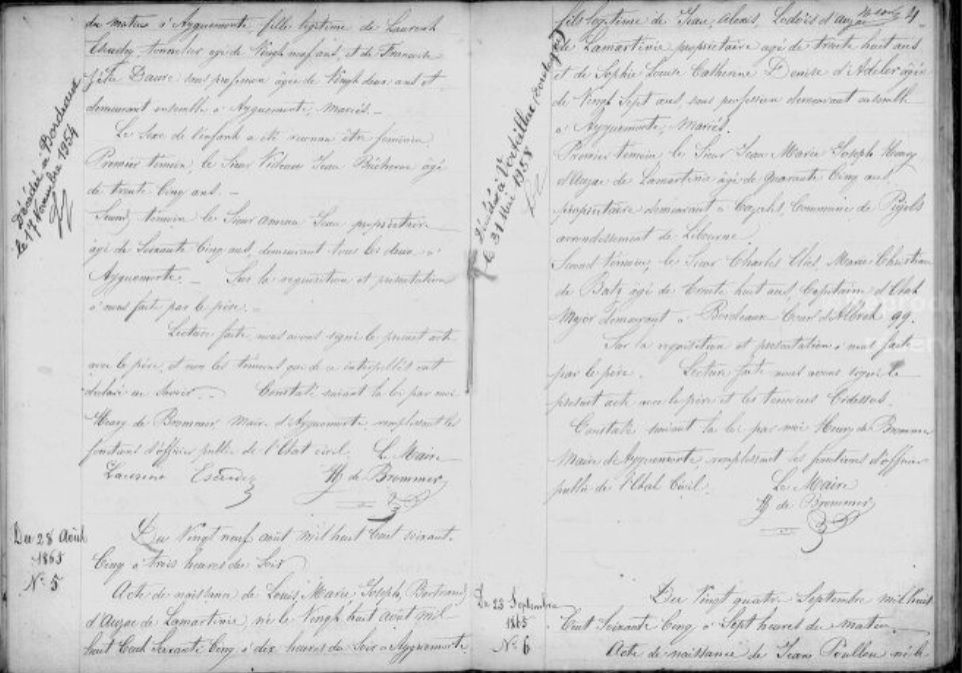
1865.08.28 - Acte de naissance de Bertrand d'Auzac de Lamartinie.
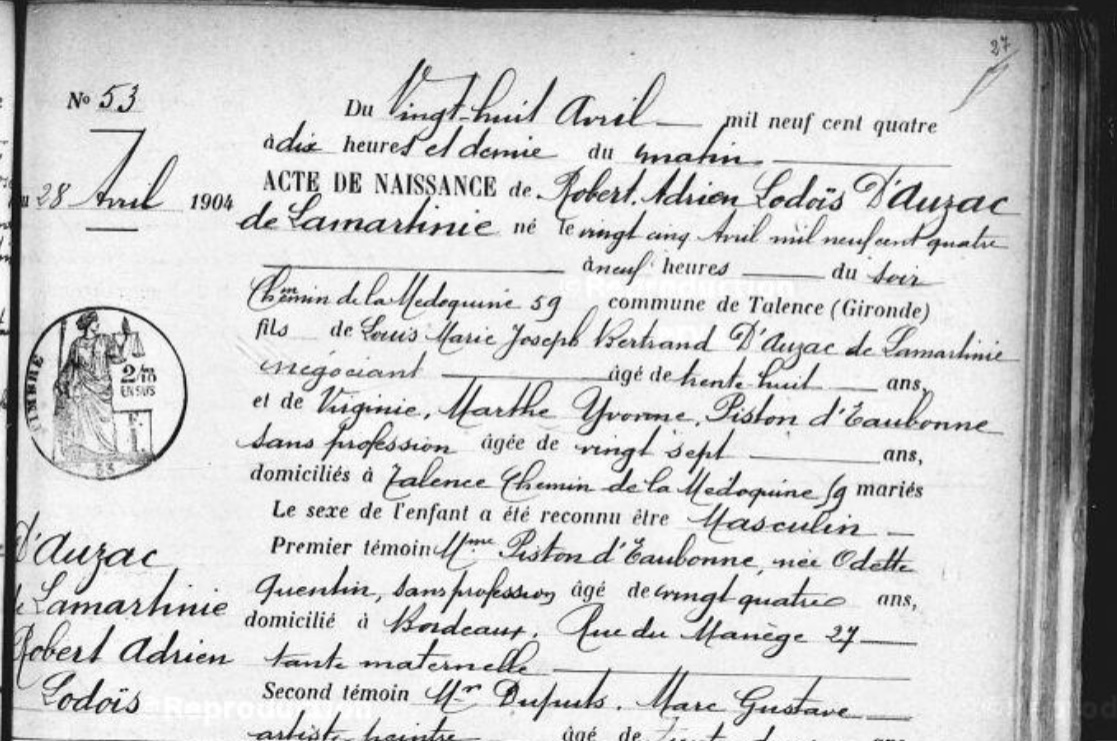
1904.04.25 - Acte de naissance de Robert Adrien Lodoïs d'Auzac de Lamartinie.

## Principaux membres
- Michaud Auzac, marié à Jeanne de La Crompe, habitant la petite ville de Beauville, en Agenais, qui fit son testament le 21 mai 1555 et prend dans cet acte la qualification d'écuyer[1].
  - Isaac Auzac, écuyer, sieur de Vimont. Le 24 novembre 1613 à Beauville (Lot-et-Garonne), il épouse Esther de La Roque, dame de Beauville.
    - Noble homme Jean d'Auzac, écuyer, sieur de la Martinie, marié en 1642 à Foy de Carbonier et auteur de la branche de La Martinie, subsistante.
      - Joseph Dauzac, prêtre, curé de Clermont-Dessus, chanoine du chapitre d'Agen[1].
      - François d'Auzac, écuyer, sieur de La Martinie. Il épouse Jacqueline du Gros de La Cassaigne.
        - Jean d'Auzac (1679-1717), écuyer , sieur de La Martinie, officier. Il épouse Marie de Simony de Brouthier.
          - François d'Auzac (1717- ), écuyer, seigneur de Lamartinie. Il épouse Madeleine Victoire de Boileau de Saint-Pau.
            - Claude Chrysostome d'Auzac (1759- ), écuyer, seigneur de La Martinie. Il épouse Marie Laban.
              - Louis d'Auzac (1792-1869), écuyer. Il épouse Rose de Villeneuve.
                - Jean Alexis Lodoïs d'Auzac (28 juillet 1827 à Saint-Vincent (Lot-et-Garonne)-1883) épouse Sophie Louise Catherine Denise d'Adeler[4].
                  - Bertrand d'Auzac de Lamartinie (28 août 1865 à Ayguemorte-les-Graves-1958) épouse Yvonne Virginie Marthe Piston d'Eaubonne.
                    - Louis Marie Joseph Bertrand d'Auzac de Lamartinie (5 avril 1904 à Talence-1997)[5]. Il épouse Marguerite Marie Geffré (1910-1995)[6].
                      - Alain d'Auzac de Lamartinie (1934-1991)[7], docteur en médecine après avoir soutenu le 8 février 1963 la thèse De la position du malade au cours des laparoscopies[8]. Il épouse Hélène Foures[9].
                      - Evelyne d'Auzac de Lamartinie (1938)[9], maître de conférence à Paris III Sorbonne nouvelle, auteure, spécialiste du XIXe siècle et des romans de l'auteur britannique Pelham Grenville Wodehouse[10],  trésorière[11] puis présidente de l'Association française des femmes diplômées de l'Université (AFFDU)[12]. Elle épouse Daniel Ginestet[9].
                      - Jean d'Auzac de Lamartinie (1943)[13] épouse Béatrice Tézenas du Montcel, le 30 août 1969[9].
                      - Christian d'Auzac de Lamartinie (1948)[6]
                      - Hélène d'Auzac de Lamartinie (1951)[6]

                  - Marie Hippolyte Henri Gérard d'Auzac de Lamartinie (15 mai 1868 à Bossugan - 30 juillet 1931 à Paris), commandeur de l'ordre national de la Légion d'honneur[4], lieutenant-colonel, chef de corps du 2e régiment de tirailleurs de marche[14] cité en 1917 à l'ordre du bataillon : « Rude et glorieux régiment qui s'est couvert de gloire au cours de la campagne et notamment à Verdun. A peine retiré des combats brillants qui lui valaient une citation à l'ordre de l'armée, a été réengagé, le 27 octobre 1918, sous le commandement du lieutenant-colonel d'Auzac de Lamartinie, a montré beaucoup de vaillance et d'endurance dans l'attaque de la position de Le Hérie-la-Viéville. Dans une poursuite acharnée, s'est distingué par son mordant et son âpreté au combat. Bousculant les arrière-gardes ennemies, de jour et de nuit, s'est emparé d'Hirson en empêchant l'ennemi d'achever la destruction des ponts ; a capturé 35 canons dont 10 lourds et un important matériel »[15]. Il épouse Marie Françoise Sophie Filippi.

    - Maître Guillaume d'Auzac, (1615-1682), écuyer, sieur de Campagnac (commune d'Engayrac), conseiller garde des sceaux au siège présidial et sénéchaussée d'Agen en 1643[1]. Il épouse Jeanne d'Audebard, auteur de la branche de Campagnac éteinte.

La famille compte plusieurs militaires au XXIe siècle :
- Julie Marie d'Auzac de Lamartinie, ingénieur diplômée de l'École de l'air et de l'espace (entrée en 1998)[16], nommée au grade de sous-lieutenant de l'armée de l'Air et de l'Espace pour prendre rang le 1er août 2000[17], promue au grade de lieutenant pour prendre rang le 1er août 2004[18], au grade de capitaine pour prendre rang le 1er juin 2010[19], au grade de commandant pour prendre rang le 1er juin 2010[20]. Le 30 octobre 2018, elle est nommée au grade de chevalier dans l'ordre national du Mérite au titre de « commandante ; 20 ans de services »[21].
- Jean-Christophe Joseph Marie d'Auzac de Lamartinie, diplômé en 2017 de l'École militaire interarmes[22], nommé lieutenant pour prendre rang au 1er août 2017[23], promu au grade de capitaine pour prendre rang au 1er août 2021[24].
- Nicolas Guy Christophe d'Auzac de Lamartinie est nommé au grade de chevalier dans l'ordre national du Mérite au titre de « chef d'escadron, artillerie »[25].

## Armes
Parti au 1 : d'azur, à la tour ouverte, ajourée et crénelée, maçonnée de sable, entourée d'un cep de vigne de sinople; au 2 : de gueules, à la fasce d'or en devise, accompagnée en chef et en pointe par deux croissants d'or surmontés chacun d'une étoile du même.
Différences entre dessin et blasonnement : le cep est fruité, ce qui n'est pas dit.
Armes originelles :
Coupé : au 1, de gueules, à la fasce en divise d'argent, accompagnée en pointe de deux croissant rangés du même, et en chef de deux étoiles d'or ; au 2, d'azur, à la tour d'argent, entourée d'un cep de vigne de sinople.
Différences entre dessin et blasonnement : le cep est fruité, ce qui n'est pas dit.

## Pour approfondir